# Typ partycji
Każda partycja typu MBR czy to podstawowa, czy to logiczna musi mieć zadeklarowany typ (o partycji rozszerzonej nie mówimy, gdyż jej typ jest zdefiniowany samą nazwą).

## Kody typów
Typ partycji jest określany przez unikatowy kod szesnastkowy.
Lista typów i kodów rozpoznawanych przez cfdisk (program do partycjonowania dysków dla GNU/Linuksa):
```
01 FAT12                 24 NEC DOS               81 Minix / old Linux     C1 DRDOS/sec (FAT-12)
02 XENIX root            39 Plan 9                82 Linux swap / Solaris  C4 DRDOS/sec (FAT-16 <
03 XENIX usr             3C PartitionMagic recov  83 Linux                 C6 DRDOS/sec (FAT-16)
04 FAT16 <32M            40 Venix 80286           84 
OS/2
 hidden C: drive  C7 Syrinx
05 Extended              41 PPC PReP Boot         85 Linux extended        DA Non-FS data
06 FAT16                 42 SFS                   86 
NTFS
 volume set       DB CP/M / CTOS / ...
07 HPFS/NTFS             4D QNX4.x                87 NTFS volume set       DE Dell Utility
08 AIX                   4E QNX4.x 2nd part       88 Linux plaintext       DF BootIt
09 AIX bootable          4F QNX4.x 3rd part       8E Linux 
LVM
             E1 DOS access
0A OS/2 Boot Manager     50 OnTrack DM            93 Amoeba                E3 DOS R/O
0B W95 FAT32             51 OnTrack DM6 Aux1      94 Amoeba BBT            E4 SpeedStor
0C W95 FAT32 (LBA)       52 CP/M                  9F BSD/OS                EB BeOS fs
0E W95 FAT16 (LBA)       53 OnTrack DM6 Aux3      A0 IBM Thinkpad hiberna  EE EFI GPT
0F W95 Ext'd (LBA)       54 OnTrackDM6            A5 FreeBSD               EF EFI (FAT-12/16/32)
10 OPUS                  55 EZ-Drive              A6 OpenBSD               F0 Linux/PA-RISC boot
11 Hidden FAT12          56 Golden Bow            A7 NeXTSTEP              F1 SpeedStor
12 Compaq diagnostics    5C Priam Edisk           A8 Darwin UFS            F4 SpeedStor
14 Hidden FAT16 <32M     61 SpeedStor             A9 NetBSD                F2 DOS secondary
16 Hidden FAT16          63 GNU HURD or SysV      AB Darwin boot           FD Linux raid autodetec
17 Hidden HPFS/NTFS      64 Novell Netware 286    B7 BSDI fs               FE LANstep
18 AST SmartSleep        65 Novell Netware 386    B8 BSDI swap             FF BBT
1B Hidden W95 FAT32      70 DiskSecure Multi-Boo  BB Boot Wizard hidden
1C Hidden W95 FAT32 (LB  75 PC/IX                 BE Solaris boot
1E Hidden W95 FAT16 (LB  80 Old Minix             BF Solaris
```

Do Linuksa odnoszą się 2 typy partycji: 'Linux Swap / Solaris' i 'Linux' o kodach odpowiednio 82 i 83. Partycje 'Linux Swap / Solaris' w systemach GNU/Linux są tzw. partycjami wymiany i symulują one dodatkową pamięć RAM komputera.
Drugi typ noszący nazwę po prostu 'Linux' jest typem przeznaczonym do przechowywania danych na systemach Linuksowych, czyli jest on zgodny z podstawowym zastosowaniem dysków twardych.
W UEFI stosowane są partycje typu GPT posiadające inne kody partycji - o długości 16 bajtów zamiast 1 bajtu.